# Jelena Sierowa

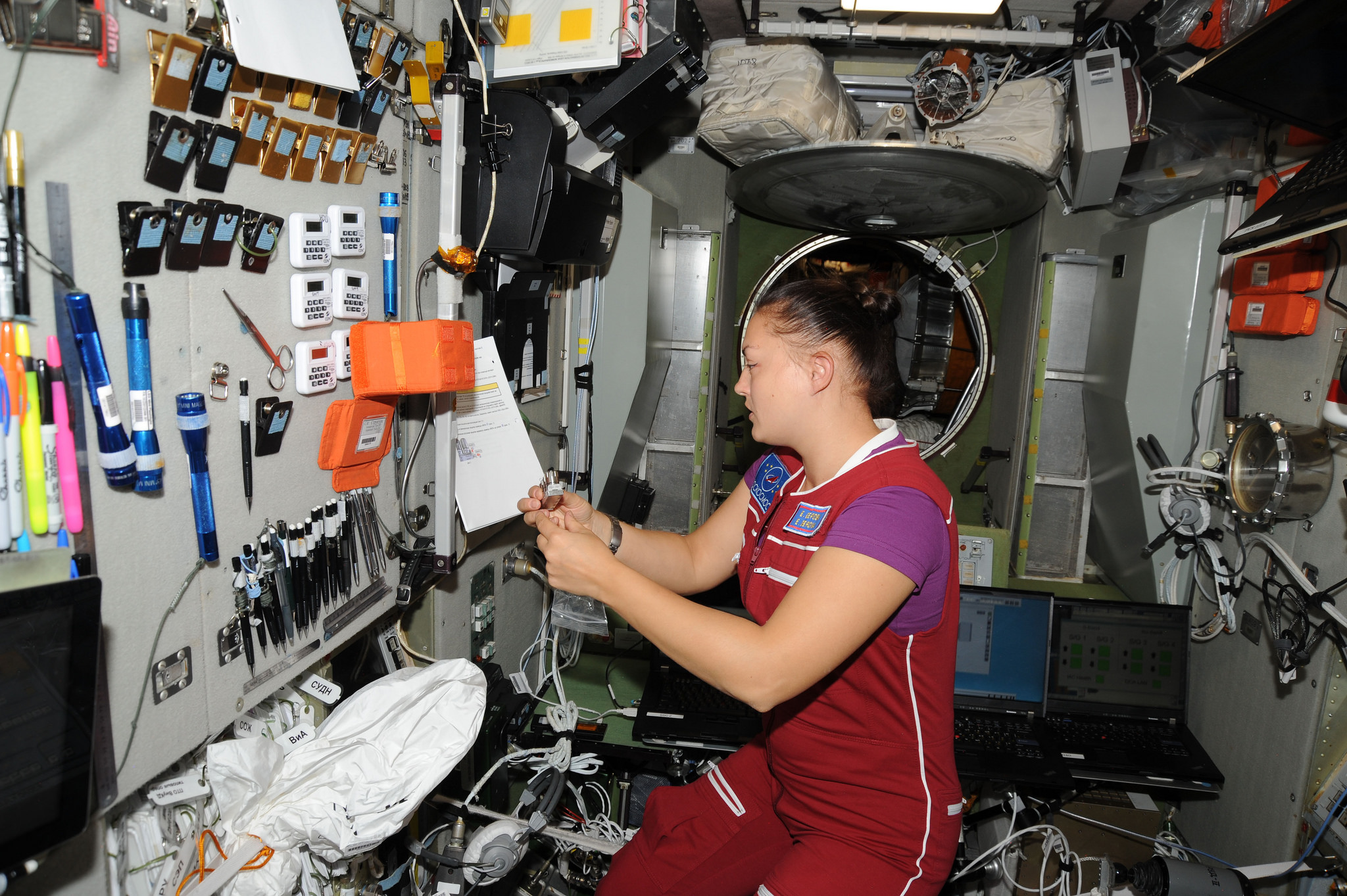
Jelena Sierowa podczas pracy w module Zwiezda

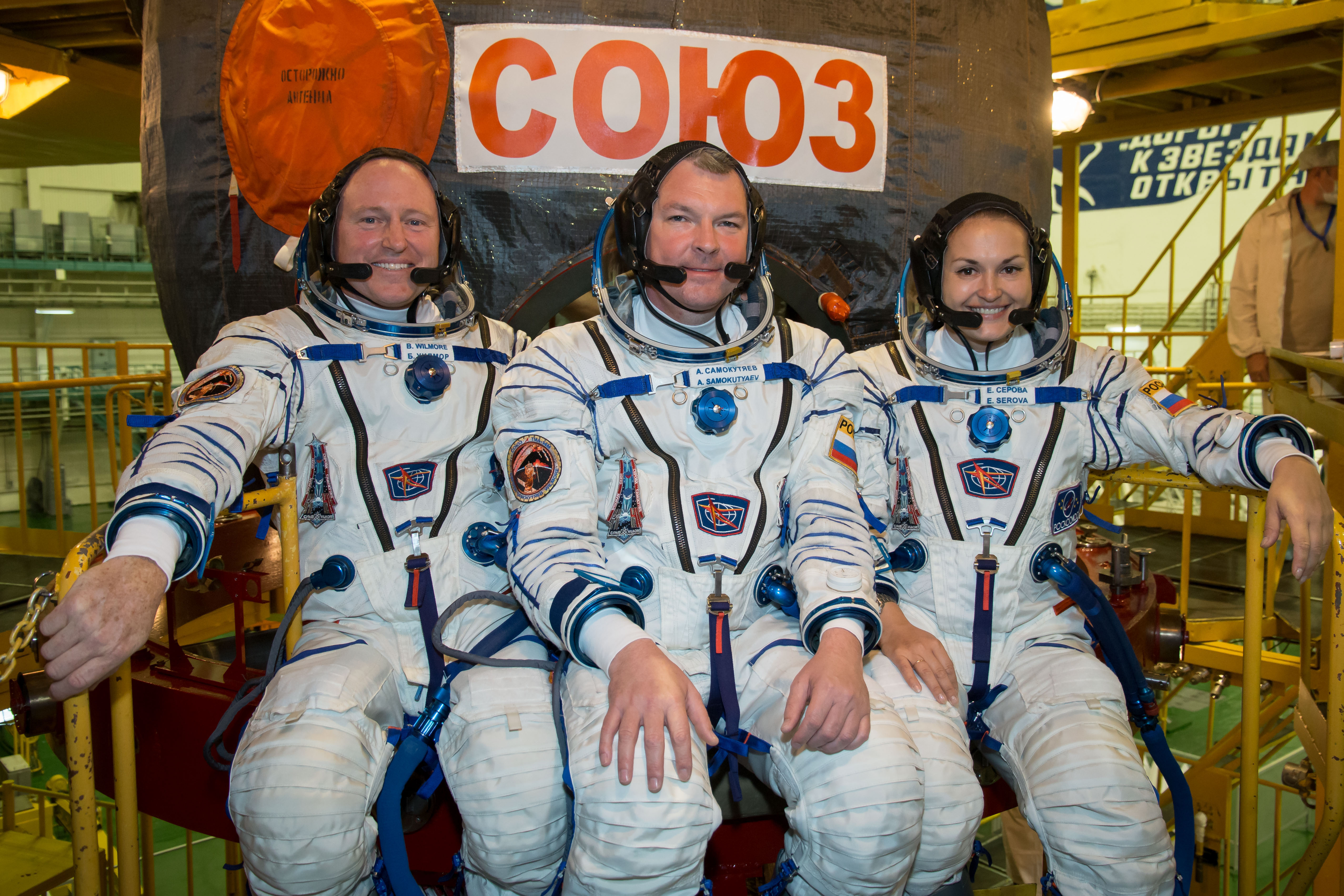
Załoga Sojuza TMA-14M w kombinezonach Sokoł

Jelena Olegowna Sierowa (ros. Елена Олеговна Серова, ur. 22 kwietnia 1976 w Wozdwiżence w Kraju Nadmorskim) – rosyjska kosmonautka. Czwarta w historii rosyjska kosmonautka, która odbyła lot kosmiczny i pierwsza, która weszła w skład załogi Międzynarodowej Stacji Kosmicznej (ISS).

## Wykształcenie
W 1993 ukończyła szkołę średnią nr 99 Zachodniej Grupy Wojsk Radzieckich w Niemczech w Großenhain.
W marcu 2001 roku ukończyła studia na wydziale aerokosmicznym Moskiewskiego Instytutu Lotniczego jako inżynier doświadczalny. W 2003 ukończyła studia ekonomiczne na Moskiewskim Państwowym Uniwersytecie Produkcji Urządzeń i Informatyki.
Pracowała jako inżynier drugiej kategorii w RKK Energia oraz specjalista w Centrum Kontroli Lotów.
W 2008 ukończyła aspiranturę w RKK Energia.

## Kariera kosmonauty
11 października 2006 została wytypowana jako kandydatka na kosmonautkę i zakwalifikowana do grupy RKKE-16 przedsiębiorstwa RKK Energia. W lutym 2007 rozpoczęła dwuletnie podstawowe szkolenie przygotowawcze do lotów kosmicznych w Centrum Wyszkolenia Kosmonautów im. J. Gagarina.
9 czerwca 2009 otrzymała certyfikat kosmonauty doświadczalnego RKK Energia.
22 stycznia 2011 weszła w skład grupy kosmonautów doświadczalnych agencji kosmicznej Roskosmos. W grudniu 2011 agencja ogłosiła, że planuje wysłać Sierową na Międzynarodową Stację Kosmiczną w 2013 roku.
Od lutego 2012 do marca 2014 przeszła szkolenie jako załoga rezerwowa Ekspedycji 39/40 w charakterze inżyniera pokładowego statku Sojuz TMA-12M i inżyniera pokładowego stacji ISS. Od marca do września 2014 przygotowywała się do lotu kosmicznego jako załoga główna Ekspedycji 41 i 42.
Ostatecznie Sierowa wystartowała w kosmos 25 września 2014 na pokładzie statku Sojuz TMA-14M wraz z Aleksandrem Samokutiajewem i Amerykaninem Barrym Wilmore’em. Sześć godzin po starcie zacumowali do ISS. Weszli w skład Ekspedycji 41 i 42. Na Ziemię cała trójka powróciła 12 marca 2015 tym samym statkiem. Lot trwał łącznie 167 dni 5 godzin i 42 minuty.
23 września 2016 opuściła korpus kosmonautów, gdyż została deputowaną rosyjskiej Dumy Państwowej.

## Życie prywatne
Jelena Sierowa jest żoną kosmonauty Marka Sierowa, byłego członka grupy RKKE-15, który opuścił jednak korpus kosmonautów, prawdopodobnie z powodów zdrowotnych. Mają jedną córkę.

## Nagrody i wyróżnienia
Podczas ceremonii otwarcia Zimowych Igrzysk Olimpijskich w Soczi w 2014 roku była w grupie pięciu kosmonautów, którzy dokonali uroczystego wciągnięcia rosyjskiej flagi na maszt.
15 lutego 2016 roku przyznano jej tytuły Bohatera Federacji Rosyjskiej i Lotnika Kosmonauty Federacji Rosyjskiej.
Stowarzyszenie Uczestników Lotów Kosmicznych (Association of Space Explorers) przyznało jej Universal Astronaut Insignia za lot orbitalny (nr 537).